# Claude Ambrose Rogers
Claude Ambrose Rogers (1 de novembro de 1920 — 5 de dezembro de 2005) foi um matemático inglês.

## Obras
- Packing and Covering. Cambridge Tracts, 1964.
- Hausdorff Measures. Cambridge University Press, 1970, 2. Auflage 1999.
- The packing of equal spheres. Proceedings London Mathematical Society, Bd.8, 1958, S.609.